# Barnstead (Nuevo Hampshire)
Barnstead es un pueblo (subdivisión administrativa) ubicado en el condado de Belknap, Nuevo Hampshire, Estados Unidos. Según el censo de 2020, tiene una población de 4.915 habitantes.
Los towns (en español, literalmente, "pueblos") son la unidad básica de gobierno local y la subdivisión administrativa inmediatamente inferior a los condados de los seis estados de Nueva Inglaterra. Subdividen toda el área del estado, en forma similar a los townships de otros estados, pero son corporaciones municipales en pleno funcionamiento.

## Geografía
Está ubicado en las coordenadas 43°20′55″N 71°15′25″O / 43.34861, -71.25694 (43.348588, -71.256896). Según la Oficina del Censo de los Estados Unidos, tiene una superficie total de 116.4 km², de la cual 111.5 km² corresponden a tierra firme y (4.18%) 4.9 km² es agua.

## Demografía
Según el censo de 2020, hay 4915 personas residiendo en la región. La densidad de población es de 44.1 hab./km². El 93.31% son blancos, el 0.27% son afroamericanos, el 0.18% son amerindios, el 0.37% son asiáticos, el 0.04% son isleños del Pacífico, el 0.67% son de otras razas y el 5.17% son de dos o más razas. Del total de la población, el 1.67% son hispanos o latinos de cualquier raza.